# Debra Wilson
Debra Renee Wilson (ur. 26 kwietnia 1970 w Nowym Jorku) – amerykańska komik i aktorka. Oprócz filmów, znana też ze skeczy komediowych w amerykańskiej serii MADtv.

## Filmografia
| Rok  | Tytuł                                           | Rola              | Uwagi           |
| 2021 | Ratchet & Clank: Rift Apart                     | Kit               | rola głosowa    |
| 2019 | Star Wars Jedi: Upadły zakon                    | Cere              | głos oraz mocap |
| 2017 | Wolfenstein II: The New Colossus                | Grace             | głos oraz mocap |
| 2009 | The Haunted World of El Superbeasto             | Delores           | rola głosowa    |
| 2006 | If I Had Known I Was a Genius                   | Teresa            |                 |
| 2006 | Whitepaddy                                      | Ciocia Tiny       |                 |
| 2006 | Knight to F4                                    | Pracownik ochrony |                 |
| 2006 | Skok przez płot                                 | Debbie            |                 |
| 2006 | Straszny film 4                                 | Oprah Winfrey     |                 |
| 2006 | Danny Roane: First Time Director                | Pielęgniarka      |                 |
| 2005 | Bringing Up BayBay                              | Pam/BayBay        |                 |
| 2004 | Target                                          | Nolan             |                 |
| 2003 | Skin Deep                                       | Alex              |                 |
| 2002 | Jane White Is Sick and Twisted                  | Chi-Chi           |                 |
| 2000 | Rubbernecking                                   | Julia             |                 |
| 1998 | Star Trek the Experience: The Klingon Encounter | Oficer ochrony    |                 |
| 1997 | Asylum                                          | Belinda Davis     |                 |
| 1997 | Soulmates                                       | Jennifer Williams |                 |
| 1997 | B*A*P*S                                         | Pomocnik pilota   |                 |
| 1997 | Gridlock'd                                      | Pomoc medyczna #2 |                 |
| 1997 | Sleeping Together                               | Wendy             |                 |
| 1996 | Girl 6                                          | Sprzedawczyni #3  |                 |
| 1995 | Blue in the Face                                | Statystyk         |                 |
| 1995 | New Jersey Drive Not of This Earth              |                   |                 |
| 1994 | Cracking Up                                     |                   |                 |

Oprócz tego pracowała również przy dubbingu filmów animowanych i gier wideo/komputerowych.